# Pic de Bau (Arboçols)
El Pic de Bau és una muntanya de 1.014,4 m alt del límit dels termes comunals d'Arboçols, Eus i Campossí, els dos primers de la comarca del Conflent, i el tercer, de la de la Fenolleda, a la Catalunya del Nord el primer i a Occitània el segon, si bé en una comarca històricament unida a la Catalunya del Nord. És, per tant, un dels límits septentrional dels Països Catalans.
És és a l'extrem nord-occidental del terme d'Arboçols, a l'oriental del d'Eus i al sud-oriental del de Campossí, al nord-oest del Roc del Cucut i al nord-est del Coll d'en Guers.